# Теано Фотіу
Теано Фотіу (Θεανώ Φωτίου) 10 травня 1946, Афіни) — грецька архітектор та політична діячка, член Коаліції Радикальних лівих (Сиріза). З січня 2015 року обіймає посаду заступника міністра соціальної солідарності.

## Біографія
Теано Фотіу народилася 10 травня 1946 року в Афінах. Вивчала архітектуру в Національному технічному університеті Афін (NTUA), який закінчила у 1969 році. З 1972 року вона викладала архітектуру в школі архітектури в Національному технічному університеті. Певний час Теано була викладачем у Королівському коледжі мистецтв, у Барртлетті, Лондонській та Барселонській школі архітектури. У 1980 році Теано Фотіу отримала другу аспірантуру з містобудування в Паризькому університеті.

## Кар'єра архітектора
Вона є співзасновницею Європейської Мережі Епохи Дизайну, яка створює дизайн для літніх людей.

### Основні архітектурні проекти
За її проєктами у 1990-х роках були побудовані новий Технічний університет Криту, Ханьї, новий гуманітарний факультет Університету Криту. У 2000 році вона отримала 1-ю премію в міжнародному архітектурному конкурсі для олімпійського села 2004 року. У 2001 році отримала першу почесну відзнаку на міжнародному архітектурному конкурсі Музею Акрополя. В дизайні інтер'єру вона переробила зал для нарад головного офісу Банку Греції. Серед інших робіт в останні роки була закінчена нова бібліотека філософського факультету Афінського університету.

## Кар'єра в політиці
Після виборів у травні 2012 року Фотіу була членом еллінського парламенту за державним списком партії Сірізи. З Тасосом Куракісом була висунута на посаду міністра освіти в тіньовому кабінеті Сірізи Алексіса Ципраса. Після виборів у січні 2015 року Фотіу була призначена заступником міністра соціальної солідарності. В Парламенті Греції наразі представляє Афінський виборчий округ.

## Публікації
- Theano Fotiou; Aleka Monemvasitou; Maria Kafritsa; Agni Papaloannou (2011). Lavrion Technological Cultural Park: 1992-2010. Re-using the Past in Order to Design the Present. У Babalis, Dimitra (ред.). Chronocity: Sensitive Interventions in Historic Environment. Florence: Alinea Editrice. с. 27. ISBN 978-88-6055-618-9.
- Theano Fotiou; Konstantina Demiri; Argyro Moungolia, ред. (2007). Diploma Projects 2002+2003: School of Architecture. National Technical University of Athens Press. ISBN 978-960-254-668-0.
- Theano Fotiou; Konstantina Demiri; Grigoris Kalnis та ін., ред. (2004). Diploma Projects 2001: School of Architecture. National Technical University of Athens Press. ISBN 960-254-639-5.